# Abatoleon dorsalis
Abatoleon dorsalis is een insect uit de familie van de mierenleeuwen (Myrmeleontidae), die tot de orde netvleugeligen (Neuroptera) behoort. 
Abatoleon dorsalis is voor het eerst wetenschappelijk beschreven door Banks in 1903.